# John Newton (aktor)
John Haymes Newton (ur. 29 grudnia 1965 w Chapel Hill) – amerykański aktor telewizyjny i filmowy.

## Życiorys

### Wczesne lata
Urodził się w Chapel Hill w Karolinie Północnej, gdzie ukończył Chapel Hill High School i uczęszczał do Uniwersytetu Stanu Północnej Karoliny. Przez 3½ roku uczył się aktorstwa w Nowym Jorku i grał na nowojorskiej scenie. Przez krótki czas pracował jako model.

### Kariera
Przez trzy i pół roku grywał w nowojorskich teatrach, zanim rezygnując z udziału w komedii Weekend u Berniego (Weekend at Bernie's, 1989), otrzymał rolę Supermana Clarka Kenta w 26 odcinkach serialu fantasy Superboy (1988-89), którą w kolejnych odcinkach zagrał aktor Gerard Christopher.
Na dużym ekranie debiutował w komediowym melodramacie muzycznym Miłość w rytmie Rap (Cool As Ice, 1991) z udziałem Vanilli Ice'a i Naomi Campbell. Popis swoich umiejętności opanowania sztuk walk wschodu i kick-boxingu ujawnił w głównej roli Joego Jastrząba w dramacie sensacyjnym Pustynny Jastrząb (Desert Kickboxer, 1992). Zagrał potem ocalonego Antonio 'Tintína' Vizintína w opartym na autentycznych wydarzeniach dramacie Alive, dramat w Andach (Alive, 1993) z Ethanem Hawkiem.
Dostał się też do obsady melodramatu Żegnaj Ameryko (Goodbye America, 1997), biografii Sida Viciousa, basisty brytyjskiej grupy punkowej Sex Pistols pt. Londyn (London, 2005) z Chrisem Evansem i filmu noir sci-fi Wczoraj było kłamstwem (Yesterday Was a Lie, 2008).

### Życie prywatne
W 2005 roku poznał Jennifer Capps, którą poślubił 7 października 2006 roku. Mają jedno dziecko. W 2003 roku zamieszkał w Los Angeles.

## Filmografia

### Filmy fabularne
- 1991: Miłość w rytmie rap (Cool As Ice) jako Nick
- 1992: Pustynny Jastrząb (Desert Kickboxer) jako Joe Highhawk (Jastrząb)
- 1993: Alive, dramat w Andach (Alive) jako Antonio 'Tintín' Vizintín
- 1997: Żegnaj Ameryko (Goodbye America) jako William Hawk
- 1998: Dark Tides jako Don
- 2005: Londyn (London) jako Josh
- 2006: Zamykany w (Shut In) jako Brendan
- 2007: Jeden raz w życiu: Po prostu dla tego (Once in a Lifetime: Just Go for It) jako Gerald Hammond
- 2008: Wczoraj było kłamstwem (Yesterday Was a Lie) jako Dudas
- 2012: Bizarro Classic (film krótkometrażowy) jako Clark Kent/Superman / Bizarro (głos)
- 2012: Evidence jako policjant
- 2015: Flash Gordon Classic (film krótkometrażowy) jako Ming Merciless (głos)

### Filmy TV
- 2000: Operacja: Pustynne Piekło (Operation Sandman) jako Major Martin Richards
- 2006: Kartka świąteczna (The Christmas Card) jako Cody
- 2006: S.S. Doomtrooper jako Jones

### Seriale TV
- 1988-89: Superboy jako Clark Kent
- 1991: CBS Schoolbreak Special
- 1993-94: Nietykalni (The Untouchables) jako agent Tony Pagano
- 1994-95: Agencja modelek (Models Inc.) jako Mark Warriner
- 1997: Viper jako Billy Denver
- 1997: Strażnik Teksasu (Walker, Texas Ranger) jako Joey Prado
- 1998-99: Melrose Place jako Ryan McBride
- 1999: Pocztówka z nieba (Postcards from Heaven)
- 2001: Nash Bridges jako Prentiss Coyle
- 2002: Ostry dyżur (ER) jako Terry
- 2003: Tru Calling jako Aaron McCann
- 2004-2006: Gotowe na wszystko (Desperate Housewives) jako Jonathan Lithgow, facet od kablówki
- 2011: Mentalista (The Mentalist) jako Charles Leben
- 2012: Vegas jako William Van Dyke